# Balonmano frisón

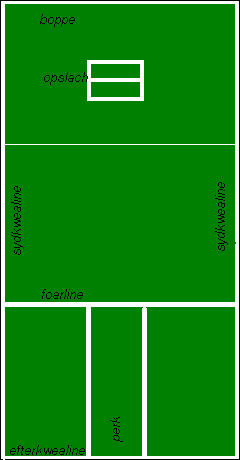
campo de juego

El balonmano frisón o kaatsen en lengua holandesa es el juego esférico tradicional de Frisia que los frisones llaman keatsen en lengua frisona . Los hablantes de inglés se refieren a este deporte con la expresión balonmano frisón.

## Historia
El kaatsen tiene su origen en el inicio del segundo milenio antes de Cristo , y a través de los siglos, el Reglamento ha sufrido algunos cambios. En 1854 , en Franekeradeel donde se jugó en el primer torneo, llamado con las iniciales PC, que sigue siendo el torneo anual más importante. Actualmente este juego es muy popular en los Países Bajos y Bélgica y se ha extendido ampliamente en diferentes naciones de Europa .

## Regulación
El campo de juego mide 61 metros de largo x 32 metros de ancho. En el kaatsen se enfrentan dos equipos, cada uno compuesto por tres jugadores. El balón pesa 24 g y tiene un diámetro de 3,5 cm. Los atletas deben golpear el balón con una mano desnuda o protegida por un guante: esto depende de sus roles de juego. La calificación es similar a la de tenis y cuando un equipo anota seis juegos con dos cazas gana el juego. En Bélgica esta especialidad se llama pelote-kaatsen.

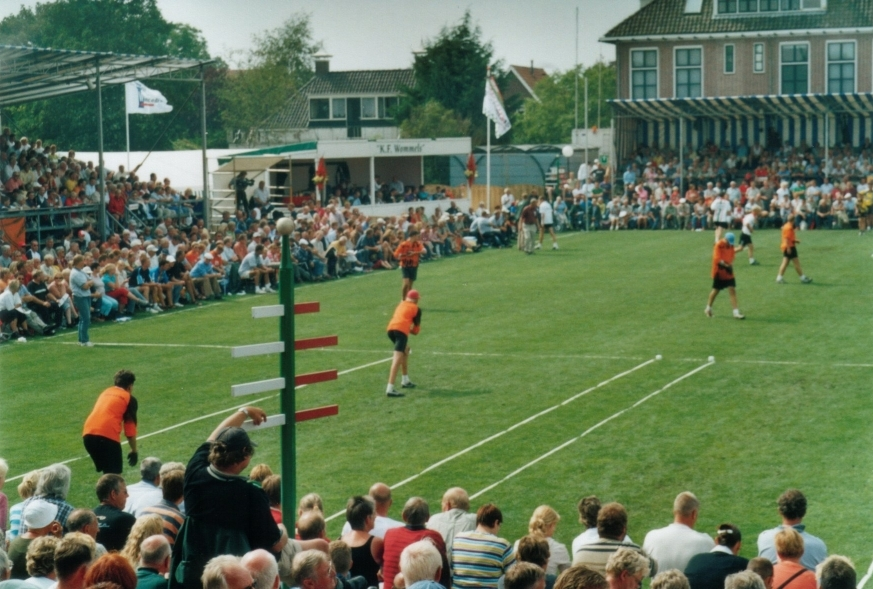
Freule 2004

## Campeones
Cada jugador, o keatser en el idioma frisona, aspira a ganar el título del torneo de PC. Los equipos que ganaron desde 2000 hasta 2007 estuvieron compuestos por los siguientes campeones:
- PC 2007 - Johan van der Meulen, Teake Triemstra, Auke van der Graaf.
- PC 2006 - Johan van der Meulen, Teake Triemstra, Kor Zittema.
- PC 2005 - Rutmer van der Meer, Jacob Wassenaar, Chris Wassenaar.
- PC 2004 - Johan Abma, Pieter Scharringa, Daniël Iseger.
- PC 2003 - Johannes G. Dijkstra, Karel Nijman, Folkert van der Wei.
- PC 2002 - Rutmer van der Meer, Jacob Wassenaar, Cornelis Terpstra.
- PC 2001 - Pieter van Tuinen, André Kuipers, Chris Wassenaar.
- PC 2000 - Klaas Berkepas, Dirk Jan van der Woud, Klaas Anne Terpstra.